# Kuangcsou City FC
A Kuangcsou City Football Club (kínai: 广州城足球俱乐部) 1986-ban alapított kínai labdarúgóklub, amelynek székhelye Kantonban található. Az együttes a kínai szuperligában játszik. A csapat a hazai meccseit a Yuexiushan Stadionban játssza.

## Névtörténete
- 1986–1993: Shenyang (沈阳)
- 1994: Shenyang Liuyao (沈阳东北六药)
- 1995: Shenyang Huayang (沈阳华阳)
- 1996–2001: Shenyang Haishi (沈阳海狮)
- 2001–2006: Shenyang Ginde (沈阳金德)
- 2007–2010: Changsha Ginde (长沙金德)
- 2011：Shenzhen Phoenix (深圳凤凰)
- 2011–：Guangzhou R&F (广州富力)

## Jelenlegi keret
2016. június 17-én frissítve.
| #  |     | Poszt | Név                    |
| -- | --- | ----- | ---------------------- |
| 1  | CHN | K     | Cheng Yuelei           |
| 5  | CHN | V     | Zhang Yaokun (captain) |
| 6  | CHN | V     | Yang Ting              |
| 8  | CHN | KP    | Wang Xiaolong          |
| 9  | AUS | CS    | Apostolos Giannou      |
| 11 | CHN | KP    | Csiang Cse-peng        |
| 13 | CHN | KP    | Ye Chugui              |
| 14 | CHN | CS    | Zeng Chao              |
| 16 | CHN | K     | Pei Chensong           |
| 17 | CHN | V     | Zhang Chenlong         |
| 19 | CHN | K     | Han Feng               |
| 20 | CHN | KP    | Tang Miao              |
| 21 | CHN | CS    | Chang Feiya            |
| 22 | KOR | V     | Jang Hyun-Soo          |
| 23 | CHN | KP    | Lu Lin                 |
| 25 | ISR | KP    | Eran Zahavi            |

| #  |     | Poszt | Név           |
| -- | --- | ----- | ------------- |
| 29 | CHN | CS    | Xiao Zhi      |
| 31 | BRA | KP    | Renatinho     |
| 32 | CHN | KP    | Chen Zhizhao  |
| 33 | CHN | KP    | Wang Song     |
| 35 | CHN | CS    | Min Junlin    |
| 36 | CHN | KP    | Huang Zhengyu |
| 43 | CHN | KP    | Zhao Keda     |
| 49 | CHN | KP    | Chen Fuhai    |
| 53 | CHN | CS    | Zhang Jiajie  |
| 59 | CHN | V     | Chen Weiming  |
|    | CHN | V     | Yi Teng       |
|    | BRA | KP    | Júnior Urso   |
|    | CHN | KP    | Li Tixiang    |
|    | CHN | KP    | Zhang Gong    |
|    | CHN | CS    | Xiang Baixu   |

### Tartalékcsapat
| #  |     | Poszt | Név             |
| -- | --- | ----- | --------------- |
| 7  | SWE | KP    | Gustav Svensson |
| 18 | CHN | K     | Zhang Shichang  |
| 42 | CHN | V     | Li Lei          |
| 46 | CHN | V     | Liang Yongfeng  |
| 47 | CHN | CS    | Ma Junliang     |
| 50 | CHN | V     | Chen Zijie      |
| 51 | CHN | KP    | Zhu Di          |

| #  |     | Poszt | Név           |
| -- | --- | ----- | ------------- |
| 54 | CHN | CS    | Tong Hui      |
| 58 | CHN | KP    | Deng Yanlin   |
| 60 | CHN | K     | Ji Xiangzheng |
| 64 | CHN | CS    | Zhang Jianjun |
| 99 | NGA | CS    | Aaron Olanare |
|    | COD | CS    | Jeremy Bokila |

### Kölcsönben
| #  |     | Poszt | Név                           |
| -- | --- | ----- | ----------------------------- |
| 10 | BRA | CS    | Bruninho (FC Midtjylland)     |
| 15 | CHN | KP    | Ning An (Hong Kong R&F)       |
| 26 | CHN | V     | Xiang Jiachi (Hong Kong R&F)  |
| 27 | CHN | KP    | Hou Junjie (Hong Kong R&F)    |
| 28 | CHN | KP    | Wang Jia'nan (Hong Kong R&F)  |
| 30 | CHN | V     | Fu Yunlong (Hong Kong R&F)    |
| 37 | CHN | KP    | Li Yuyang (Hong Kong R&F)     |
| 41 | CHN | K     | Xing Yu (Hong Kong R&F)       |
| 44 | CHN | V     | Ye Ruiwen (Hong Kong R&F)     |
| 45 | CHN | V     | Liang Zhanhao (Hong Kong R&F) |

| #  |     | Poszt | Név                           |
| -- | --- | ----- | ----------------------------- |
| 48 | CHN | CS    | Chen Jiaqi (Hong Kong R&F)    |
| 52 | CHN | KP    | Huang Haoxuan (Hong Kong R&F) |
| 55 | CHN | V     | Tu Dongxu (Hong Kong R&F)     |
| 56 | CHN | V     | Wei Zongren (Hong Kong R&F)   |
| 57 | CHN | KP    | Xiang Wenjun (Hong Kong R&F)  |
| 63 | CHN | V     | Ma Weichao (Hong Kong R&F)    |
| 70 | CHN | V     | Bi Guanghuan (Hong Kong R&F)  |
| 72 | CHN | K     | Chen Zirong (Vejle BK)        |
| 73 | CHN | K     | Long Wenhao (Hong Kong R&F)   |
| 74 | CHN | KP    | He Zilin (Hong Kong R&F)      |